# (619) Triberga
(619) Triberga es un asteroide perteneciente al cinturón de asteroides descubierto el 22 de octubre de 1906 por August Kopff desde el observatorio de Heidelberg-Königstuhl, Alemania.
Está nombrado por la ciudad alemana de Triberg.